# Atto di Spoleto
Atto (... – 663/665) è stato un duca longobardo, quarto duca di Spoleto.

## Biografia
Atto è stato il successore di Teudelapio. Non si sa nulla sulla sua vita, ma si sa che è stato succeduto da Trasamondo I.